# Ilex estriata
Ilex estriata är en järneksväxtart som beskrevs av Chang Jiang Tseng. Ilex estriata ingår i släktet järnekar, och familjen järneksväxter. Inga underarter finns listade i Catalogue of Life.